# Euroleague Basketball 2014-2015 - Top 16
La Top 16 dell'Eurolega 2014-2015 si è svolta dal 30 dicembre al 10 aprile 2015.

## Regolamento
Le prime quattro classificate di ogni girone si qualificano per i Play-off.

Nel caso che due o più squadre concludessero il girone a parità di punti in classifica, si terrà conto dei seguenti fattori:
1. Vittorie-sconfitte negli scontri diretti.
2. Differenza punti negli scontri diretti.
3. Differenza punti complessiva nella Top 16.
4. Punti segnati nella Top 16.
5. Somma dei quozienti tra punti segnati e punti subiti in ogni incontro della Top 16.

| Qualificata ai Play-off |
| Eliminata               |

## Gruppo E

### Classifica
|    | Squadra          | Pti | G  | V  | P  | PF   | PS   | DP   |
| -- | ---------------- | --- | -- | -- | -- | ---- | ---- | ---- |
| 1. | Real Madrid      | 22  | 14 | 11 | 3  | 1224 | 1032 | +192 |
| 2. | Barcellona       | 22  | 14 | 11 | 3  | 1149 | 1062 | +87  |
| 3. | Maccabi Tel Aviv | 18  | 14 | 9  | 5  | 1071 | 1072 | -1   |
| 4. | Panathīnaïkos    | 14  | 14 | 7  | 7  | 1048 | 1022 | +26  |
| 5. | Alba Berlino     | 14  | 14 | 7  | 7  | 976  | 1031 | -55  |
| 6. | Žalgiris Kaunas  | 10  | 14 | 5  | 9  | 1004 | 1075 | -71  |
| 7. | Stella Rossa     | 8   | 14 | 4  | 10 | 1025 | 1059 | -34  |
| 8. | Galatasaray      | 4   | 14 | 2  | 12 | 1023 | 1167 | -144 |

### Risultati

#### Prima giornata
| Arbitri: | Borys Ryžyk Eddie Viator Marek Ćmikiewicz |

|                             |            |                                     |
| Erceg 14 Güler 14 Arroyo 12 | Punti      | 15 Anderson 12 Javtokas 11 Gudaitis |
| Arroyo 5                    | Assist     | 4 Kariniauskas                      |
| Carter, Güler 7             | Rimbalzi   | 6 Javtokas, Kariniauskas            |
| Ergin Ataman                | Allenatori | Gintaras Krapikas                   |

| Arbitri: | Ilija Belošević Recep Ankaralı Oļegs Latiševs |

|                                 |            |                              |
| Batista 16 Slaughter 15 Gist 15 | Punti      | 18 Randle 18 Linhart 14 Tyus |
| Diamantidīs 7                   | Assist     | 9 Pargo                      |
| Batista, Gist, Maurokefalidīs 6 | Rimbalzi   | 11 Tyus                      |
| Duško Ivanović                  | Allenatori | Guy Goodes                   |

| Arbitri: | Chrīstos Christodoulou Spiros Nkontas Nicolas Maestre |

|                                  |            |                                    |
| Mitrović 13 Zirbes 13 Kalinić 10 | Punti      | 15 Fernández 13 Reyes 12 Rodríguez |
| Kalinić 7                        | Assist     | 9 Llull                            |
| Marjanović7                      | Rimbalzi   | 6 Fernández                        |
| Dejan Radonjić                   | Allenatori | Pablo Laso                         |

| Arbitri: | Paolo Taurino Panagiōtīs Anastopoulos Joseph Bissang |

|                                   |            |                                 |
| Redding 16 McLean 16 Radošević 16 | Punti      | 23 Huertas 11 Lampe 10 Doellman |
| Hammonds, Renfroe 4               | Assist     | 7 Huertas                       |
| McLean, Redding 8                 | Rimbalzi   | 10 Tomić                        |
| Saša Obradović                    | Allenatori | Xavi Pascual                    |

#### Seconda giornata
| Arbitri: | Juan Carlos García González Antonio Conde Petros Papapetrou |

|                                      |            |                                      |
| Randle 16 Schortsianitīs 15 Pargo 12 | Punti      | 18 Kalinić 13 Williams 10 Marjanović |
| Ohayon 8                             | Assist     | 9 Williams                           |
| Smith 10                             | Rimbalzi   | 8 Blažič, Marjanović                 |
| Guy Goodes                           | Allenatori | Dejan Radonjić                       |

| Arbitri: | Sreten Radović Borys Šul'ha Iōannīs Foufīs |

|                                    |            |                              |
| Reyes 22 Fernández 15 Rodríguez 13 | Punti      | 17 Erceg 11 Arroyo 11 Arslan |
| Llull 7                            | Assist     | 6 Arroyo                     |
| Reyes 11                           | Rimbalzi   | 5 Erceg                      |
| Pablo Laso                         | Allenatori | Ergin Ataman                 |

| Arbitri: | Miguel Pérez Pérez Tolga Sahin Emilio Pérez Pizarro |

|                                     |            |                                |
| Anderson 16 Jankūnas 14 Milaknis 12 | Punti      | 16 McLean 13 Hammonds 12 Banić |
| Cherry, Jankūnas 4                  | Assist     | 6 Hammonds                     |
| Anderson, Jankūnas 6                | Rimbalzi   | 7 Renfroe                      |
| Gintaras Krapikas                   | Allenatori | Saša Obradović                 |

| Arbitri: | Luigi Lamonica Milivoje Jovčić Tomas Jasevičius |

|                                      |            |                             |
| Huertas 22 J. Doellman 11 Abrines 11 | Punti      | 16 Nelson 11 Gist 9 Batista |
| Huertas 5                            | Assist     | 4 Diamantidīs               |
| Doellman, Thomas, Tomić 6            | Rimbalzi   | 12 Batista                  |
| Xavi Pascual                         | Allenatori | Duško Ivanović              |

#### Terza giornata
| Arbitri: | Robert Lottermoser Spiros Nkontas Miloš Koljenšić |

|                                     |            |                              |
| Pargo 20 Smith 15 Schortsianitīs 11 | Punti      | 21 Tomić 8 Abrines 7 Hezonja |
| Pargo 7                             | Assist     | 7 Huertas                    |
| Schortsianitīs 9                    | Rimbalzi   | 10 Tomić                     |
| Guy Goodes                          | Allenatori | Xavi Pascual                 |

| Arbitri: | Recep Ankaralı Matej Boltauzer Tomasz Trawicki |

|                               |            |                                 |
| Renfroe 13 McLean 12 Giffey 8 | Punti      | 13 Llull 12 Rodríguez 11 Rivers |
| Redding 4                     | Assist     | 7 Rodríguez                     |
| King, McLean 5                | Rimbalzi   | 6 Ayón, Reyes                   |
| Saša Obradović                | Allenatori | Pablo Laso                      |

| Arbitri: | Vicente Bultó Damir Javor Benjamín Jiménez |

|                                                   |            |                                  |
| Pappas 14 Gist 13 Slaughter, Janković, Batista 11 | Punti      | 13 Cherry 10 Ulanovas 9 Milaknis |
| Diamantidīs 6                                     | Assist     | 3 Lekavičius                     |
| Batista 9                                         | Rimbalzi   | 7 Jankūnas                       |
| Duško Ivanović                                    | Allenatori | Gintaras Krapikas                |

| Arbitri: | Dani Hierrezuelo Oļegs Latiševs Piotr Pastusiak |

|                                             |            |                              |
| Marjanović 18 Williams 12 Kalinić, Zirbes 7 | Punti      | 12 Micov 11 Pocius 11 Arroyo |
| Williams                                    | Assist     | 3 Arroyo, Micov              |
| Marjanović, Zirbes 7                        | Rimbalzi   | 7 Marić                      |
| Dejan Radonjić                              | Allenatori | Ergin Ataman                 |

#### Quarta giornata
| Arbitri: | Fernando Rocha Antonio Conde Carlos Cortés |

|                             |            |                             |
| Erceg 19 Micov 15 Carter 13 | Punti      | 16 Redding 12 Banić 11 King |
| Carter 5                    | Assist     | 9 Renfroe                   |
| Young 6                     | Rimbalzi   | 7 McLean                    |
| Ergin Ataman                | Allenatori | Saša Obradović              |

| Arbitri: | Robert Lottermoser Eddie Viator Carmelo Paternicò |

|                                |            |                                        |
| Reyes 18 Fernández 15 Llull 14 | Punti      | 15 Batista 12 Slaughter 9 Fōtsīs, Gist |
| Rodríguez 7                    | Assist     | 7 Diamantidīs                          |
| Reyes 9                        | Rimbalzi   | 9 Batista                              |
| Pablo Laso                     | Allenatori | Duško Ivanović                         |

| Arbitri: | Saša Pukl Srđan Dožai Īlia Koromīlas |

|                                     |            |                                |
| Jankūnas 18 Anderson 17 Milaknis 14 | Punti      | 20 Landesberg 12 Pargo 12 Tyus |
| Lekavičius 3                        | Assist     | 8 Pargo                        |
| Jankūnas 13                         | Rimbalzi   | 6 Smith, Ohayon                |
| Gintaras Krapikas                   | Allenatori | Guy Goodes                     |

| Arbitri: | Borys Ryžyk Roberto Chiari Iōannīs Foufīs |

|                                |            |                                     |
| Abrines 15 Hezonja 12 Tomić 12 | Punti      | 13 Blažič 12 Marjanović 11 Williams |
| Marcelinho Huertas 7           | Assist     | 3 Williams, Jović                   |
| Tomić 10                       | Rimbalzi   | 7 Marjanović                        |
| Xavi Pascual                   | Allenatori | Dejan Radonjić                      |

#### Quinta giornata
| Arbitri: | Borys Ryžyk Fernando Rocha Panagiōtīs Anastopoulos |

|                                           |            |                           |
| Haynes 17 Schortsianitīs 17 Landesberg 16 | Punti      | 20 Reyes 13 Ayón 11 Llull |
| Pargo 9                                   | Assist     | 8 Rodríguez               |
| Schortsianitīs 8                          | Rimbalzi   | 11 Reyes                  |
| Guy Goodes                                | Allenatori | Pablo Laso                |

| Arbitri: | Luigi Lamonica Īlia Koromīlas Borys Šul'ha |

|                                   |            |                                 |
| Marjanović 17 Jenkins 12 Lazić 10 | Punti      | 14 McLean 11 Hammonds 9 Redding |
| Williams 10                       | Assist     | 4 Renfroe                       |
| Marjanović 12                     | Rimbalzi   | 8 Renfroe                       |
| Dejan Radonjić                    | Allenatori | Saša Obradović                  |

| Arbitri: | Grzegorz Ziemblicki Joseph Bissang Petros Papapetrou |

|                                          |            |                                    |
| Tomić 16 Nachbar 15 Doellman, Hezonja 12 | Punti      | 17 Gudaitis 14 Ulanovas 9 Milaknis |
| Marcelinho Huertas, Jackson, Tomić 5     | Assist     | 4 Dimša                            |
| Tomić 9                                  | Rimbalzi   | 5 Gudaitis, Songaila, Jankūnas     |
| Xavi Pascual                             | Allenatori | Gintaras Krapikas                  |

| Arbitri: | Ilija Belošević Paolo Taurino Carlos Peruga |

|                                             |            |                              |
| Blūms 16 Diamantidīs 14 Janković, Fōtsīs 12 | Punti      | 16 Micov 14 Gönlüm 12 Carter |
| Nelson 8                                    | Assist     | 6 Arroyo                     |
| Fōtsīs 11                                   | Rimbalzi   | 8 Young                      |
| Duško Ivanović                              | Allenatori | Ergin Ataman                 |

#### Sesta giornata
| Arbitri: | Luigi Lamonica Milivoje Jovčić Anastasios Pīloidis |

|                              |            |                                 |
| Erceg 29 Arslan 20 Carter 14 | Punti      | 24 Smith 17 Pargo 14 Landesberg |
| Güler 4                      | Assist     | 6 Ohayon                        |
| Carter 8                     | Rimbalzi   | 8 Tyus                          |
| Ergin Ataman                 | Allenatori | Guy Goodes                      |

| Arbitri: | Chrīstos Christodoulou Ilija Belošević Tolga Sahin |

|                                    |            |                                 |
| Rodríguez 23 Fernández 22 Reyes 14 | Punti      | 22 Hezonja 12 Tomić 11 Doellman |
| Rodríguez 6                        | Assist     | 4 Abrines                       |
| Fernández 9                        | Rimbalzi   | 6 Tomić                         |
| Pablo Laso                         | Allenatori | Xavi Pascual                    |

| Arbitri: | Juan Carlos García González Spiros Nkontas Carlos Cortés |

|                                    |            |                                     |
| Marjanović 17 Blažič 12 Williams 9 | Punti      | 22 Anderson 11 Jankūnas 10 Gudaitis |
| Williams 7                         | Assist     | 3 Lekavičius, Milaknis              |
| Marjanović 10                      | Rimbalzi   | 8 Jankūnas                          |
| Dejan Radonjić                     | Allenatori | Gintaras Krapikas                   |

| Arbitri: | Miguel Pérez Pérez Roberto Chiari Rüştü Nuran |

|                                 |            |                                        |
| Redding 11 McLean 11 Renfroe 10 | Punti      | 11 Maurokefalidīs 10 Janković 9 Fōtsīs |
| Redding 4                       | Assist     | 3 Diamantidīs, Gist                    |
| Redding 6                       | Rimbalzi   | 8 Fōtsīs                               |
| Saša Obradović                  | Allenatori | Duško Ivanović                         |

#### Settima giornata
| Arbitri: | Luigi Lamonica Rüştü Nuran Piotr Pastusiak |

|                                                      |            |                                  |
| Javtokas 12 Milaknis 11 Cherry, Songaila, Jankūnas 9 | Punti      | 17 Fernández 16 Reyes 15 Nocioni |
| Lekavičius, Songaila 4                               | Assist     | 9 Llull                          |
| Gudaitis, Javtokas 6                                 | Rimbalzi   | 6 Nocioni                        |
| Gintaras Krapikas                                    | Allenatori | Pablo Laso                       |

| Arbitri: | Chrīstos Christodoulou Recep Ankaralı Carlos Peruga |

|                                       |            |                              |
| Smith 17 Linhart 15 Schortsianitīs 12 | Punti      | 18 McLean 11 Banić 9 Redding |
| Smith 4                               | Assist     | 7 Tabu                       |
| Smiht 9                               | Rimbalzi   | 6 Redding, McLean            |
| Guy Goodes                            | Allenatori | Saša Obradović               |

| Arbitri: | Robert Lottermoser Eddie Viator Aare Halliko |

|                                             |            |                                    |
| Satoranský 17 Nachbar 15 Doellman, Tomić 12 | Punti      | 18 Erceg 11 Young 9 Carter, Arslan |
| Tomić 5                                     | Assist     | 6 Arslan                           |
| Doellman, Tomić 9                           | Rimbalzi   | 14 P. Young                        |
| Xavi Pascual                                | Allenatori | Ergin Ataman                       |

| Arbitri: | Vicente Bultó Tolga Sahin Serhij Zaščuk |

|                                 |            |                                       |
| Slaughter 16 Batista 13 Gist 12 | Punti      | 17 Marjanoviić 17 Jenkins 10 Williams |
| Diamantidīs 10                  | Assist     | 4 Kalinić                             |
| Fōtsīs, Gist 5                  | Rimbalzi   | 10 Marjanoviić                        |
| Duško Ivanović                  | Allenatori | Dejan Radonjić                        |

#### Ottava giornata
| Arbitri: | Dani Hierrezuelo Sreten Radović Iōannīs Foufīs |

|                                   |            |                              |
| Jankūnas 12 Ulanovas 11 Cherry 10 | Punti      | 16 Güler 13 Carter 13 Gönlüm |
| Anderson 6                        | Assist     | 3 Carter                     |
| Jankūnas 9                        | Rimbalzi   | 10 Gönlüm                    |
| Gintaras Krapikas                 | Allenatori | Ergin Ataman                 |

| Arbitri: | Robert Lottermoser Roberto Chiari Anastasios Pīloidīs |

|                                      |            |                                             |
| Carroll 17 Fernández 15 Rodríguez 13 | Punti      | 21 Marjanović 13 Zirbes 8 Williams, Kalinić |
| Llull 7                              | Assist     | 8 Williams                                  |
| Reyes, Slaughter 5                   | Rimbalzi   | 13 Marjanović                               |
| Pablo Laso                           | Allenatori | Dejan Radonjić                              |

| Arbitri: | Saša Pukl Juan Carlos García González Matej Boltauzer |

|                                        |            |                               |
| Pargo 16 Tyuns 10 Ohayon, Alexander 10 | Punti      | 16 Janković 15 Pappas 12 Gist |
| Haynes, Randle 5                       | Assist     | 6 Diamantidīs                 |
| Linhart 10                             | Rimbalzi   | 6 Batista                     |
| Guy Goodes                             | Allenatori | Duško Ivanović                |

| Arbitri: | Fernando Rocha Anastasios Pīloidis Marcin Kowalski |

|                                 |            |                                    |
| Doellman 17 Tomić 16 Navarro 14 | Punti      | 20 Redding 20 Renfroe 19 Radošević |
| Satoranský 8                    | Assist     | 7 Renfroe                          |
| Tomić 5                         | Rimbalzi   | 7 Radošević                        |
| Xavi Pascual                    | Allenatori | Saša Obradović                     |

#### Nona giornata
| Arbitri: | Milivoje Jovčić Antonio Conde Damir Javor |

|                                  |            |                                 |
| Redding 27 Banić 13 Radošević 12 | Punti      | 18 Milaknis 12 Vene 12 Songaila |
| Renfroe 8                        | Assist     | 4 Lekavičius                    |
| Redding, Renfroe 7               | Rimbalzi   | 4 Songaila]                     |
| Saša Obradović                   | Allenatori | Gintaras Krapikas               |

| Arbitri: | Luigi Lamonica Carmelo Paternicò Miloš Koljenšić |

|                                   |            |                                 |
| Batista 16 Gist 14 Diamantidīs 12 | Punti      | 21 Doellman 17 Navarro 15 Pleiß |
| Diamantidīs 6                     | Assist     | 6 Satoranský                    |
| Batista 9                         | Rimbalzi   | 7 Doellman, Tomić               |
| Duško Ivanović                    | Allenatori | Xavi Pascual                    |

| Arbitri: | Dani Hierrezuelo Marcin Kowalski Benjamín Jiménez |

|                                      |            |                                    |
| Marjanović 19 Williams 17 Jenkins 16 | Punti      | 15 Smith 14 Pargo 12 Linhart, Tyus |
| Williams 5                           | Assist     | 8 Ohayon                           |
| Marjanović 17                        | Rimbalzi   | 8 Tyus                             |
| Dejan Radonjić                       | Allenatori | Guy Goodes                         |

| Arbitri: | Saša Pukl Jakub Zamojski Īlia Koromīlas |

|                              |            |                                            |
| Young 19 Arslan 17 Gönlüm 15 | Punti      | 17 Fernández 15 Carroll 14 Ayón, Rodríguez |
| Arslan, Carter 3             | Assist     | 7 Llull, Rodríguez                         |
| Young 8                      | Rimbalzi   | 5 Mpourousīs                               |
| Ergin Ataman                 | Allenatori | Pablo Laso                                 |

#### Decima giornata
| Arbitri: | Chrīstos Christodoulou Juan Carlos García González Tomas Jasevičius |

|                             |            |                                    |
| Pocius 13 Erceg 11 Young 10 | Punti      | 19 Blažič 14 Marjanović 14 Jenkins |
| Carter, Nikolov, Pocius 2   | Assist     | 8 Jović                            |
| Young 5                     | Rimbalzi   | 9 Marjanović                       |
| Ergin Ataman                | Allenatori | Dejan Radonjić                     |

| Arbitri: | Ilija Belošević Tolga Sahin Borys Šul'ha |

|                                                     |            |                                          |
| Tomić 16 Doellman 13 Navarro, Satoranský, Thomas 11 | Punti      | 16 Alexander 15 Schortsianitīs 10 Randle |
| Tomić 6                                             | Assist     | 3 Smith                                  |
| Tomić 12                                            | Rimbalzi   | 4 Randle, Smith                          |
| Xavi Pascual                                        | Allenatori | Guy Goodes                               |

| Arbitri: | Eddie Viator Srđan Dožai Petros Papapetrou |

|                                  |            |                                           |
| Carroll 13 Llull 12 Fernández 11 | Punti      | 14 Redding 10 King 9 Wohlfarth-Bottermann |
| Fernández 8                      | Assist     | 5 Renfroe                                 |
| Reyes 8                          | Rimbalzi   | 6 Renfroe                                 |
| Pablo Laso                       | Allenatori | Saša Obradović                            |

| Arbitri: | Borys Ryžyk Recep Ankaralı Benjamín Jiménez |

|                                   |            |                                  |
| Cherry 18 Jankūnas 14 Anderson 13 | Punti      | 21 Pappas 11 Janković 10 Batista |
| Ulanovas 5                        | Assist     | 5 Diamantidīs                    |
| Anderson, Ulanovas 6              | Rimbalzi   | 6 Maurokefalidīs                 |
| Gintaras Krapikas                 | Allenatori | Duško Ivanović                   |

#### Undicesima giornata
| Arbitri: | Eddie Viator Īlia Koromīlas Aare Halliko |

|                                    |            |                                    |
| Marjanović 23 Blažič 10 Kalinić 10 | Punti      | 12 Navarro 11 Satoranský 10 Thomas |
| Williams 7                         | Assist     | 5 Satoranský                       |
| Marjanović 6                       | Rimbalzi   | 10 Satoranský                      |
| Dejan Radonjić                     | Allenatori | Xavi Pascual                       |

| Arbitri: | Srđan Dožai Vicente Bultó Roberto Chiari |

|                           |            |                                       |
| Pargo 26 Smith 19 Tyus 10 | Punti      | 19 Milaknis 13 Lekavičius 12 Anderson |
| Ohayon 7                  | Assist     | 6 Anderson, Lekavičius                |
| Randle 8                  | Rimbalzi   | 11 Jankūnas                           |
| Guy Goodes                | Allenatori | Gintaras Krapikas                     |

| Arbitri: | Miguel Pérez Pérez Matej Boltauzer Óscar Perea |

|                                |            |                             |
| Banić 15 Redding 10 Renfroe 10 | Punti      | 16 Erceg 16 Arslan 12 Micov |
| Redding 10                     | Assist     | 4 Güler                     |
| Giffey, McLean, Redding 10     | Rimbalzi   | 6 Young                     |
| Saša Obradović                 | Allenatori | Ergin Ataman                |

| Arbitri: | Ilija Belošević Fernando Rocha Piotr Pastusiak |

|                             |            |                                         |
| Pappas 22 Nelson 16 Gist 13 | Punti      | 16 Carroll 12 Fernández 11 Llull, Reyes |
| Janković 6                  | Assist     | 5 Rodríguez                             |
| Batista, Maurokefalidīs 9   | Rimbalzi   | 4 cinque giocatori                      |
| Duško Ivanović              | Allenatori | Pablo Laso                              |

#### Dodicesima giornata
| Arbitri: | Fernando Rocha Paolo Taurino Milija Vojinović |

|                                     |            |                                   |
| Anderson 24 Milaknis 12 Songaila 10 | Punti      | 16 Abrines 14 Pleiß 12 Satoranský |
| Lekavičius 5                        | Assist     | 5 Huertas                         |
| Jankūnas 9                          | Rimbalzi   | 7 Pleiß                           |
| Gintaras Krapikas                   | Allenatori | Xavi Pascual                      |

| Arbitri: | Luigi Lamonica Iōannīs Foufīs Carlos Peruga |

|                                  |            |                                  |
| Banić 18 Renfroe 13 Radošević 10 | Punti      | 27 Marjanović 19 Jenkins 9 Jović |
| Redding 11                       | Assist     | 5 Jović                          |
| Redding 7                        | Rimbalzi   | 10 Marjanović, Mitrović          |
| Saša Obradović                   | Allenatori | Dejan Radonjić                   |

| Arbitri: | Dani Hierrezuelo Emilio Pérez Pizarro Damir Javor |

|                            |            |                                |
| Young 24 Erceg 19 Micov 17 | Punti      | 14 Gist 14 Batista 13 Janković |
| Micov 7                    | Assist     | 9 Diamantidīs                  |
| Young 9                    | Rimbalzi   | 6 Batista, Janković            |
| Ergin Ataman               | Allenatori | Duško Ivanović                 |

| Arbitri: | Chrīstos Christodoulou Recep Ankaralı Matej Boltauzer |

|                                    |            |                                        |
| Carroll 18 Reyes 16 Ayón, Llull 11 | Punti      | 17 Randle 14 Pargo 12 Alexander, Smith |
| Llull 9                            | Assist     | 7 Pargo                                |
| Reyes 9                            | Rimbalzi   | 7 Alexander, Randle                    |
| Pablo Laso                         | Allenatori | Guy Goodes                             |

#### Tredicesima giornata
| Arbitri: | Sreten Radović Panagiōtīs Anastopoulos Carlos Peruga |

|                            |            |                                     |
| Smith 22 Randle 19 Tyus 17 | Punti      | 18 Gönlüm 12 Carter 9 Young, Pocius |
| Pargo 8                    | Assist     | 5 Pocius                            |
| Smith, Tyus 8              | Rimbalzi   | 7 Carter, Young                     |
| Guy Goodes                 | Allenatori | Ergin Ataman                        |

| Arbitri: | Borys Ryžyk Robert Lottermoser Oļegs Latiševs |

|                               |            |                                   |
| Hezonja 15 Oleson 12 Lampe 12 | Punti      | 20 Fernández 17 Rodríguez 10 Ayón |
| Navarro, Satoranský 5         | Assist     | 8 Llull                           |
| Tomić 8                       | Rimbalzi   | 5 Ayón, Carroll, Nocioni          |
| Xavi Pascual                  | Allenatori | Pablo Laso                        |

| Arbitri: | Juan Carlos García González Milivoje Jovčić Rüştü Nuran |

|                                       |            |                                 |
| Diamantidīs 18 Slaughter 12 Fōtsīs 12 | Punti      | 16 Renfroe 14 Redding 11 McLean |
| Diamantidīs 4                         | Assist     | 9 Renfroe                       |
| Fōtsīs 5                              | Rimbalzi   | 11 McLean                       |
| Duško Ivanović                        | Allenatori | Saša Obradović                  |

| Arbitri: | Dani Hierrezuelo Emilio Pérez Pizarro Marcin Kowalski |

|                                   |            |                                   |
| Jankūnas 19 Cherry 17 Milaknis 11 | Punti      | 14 Marjanović 12 Jenkins 8 Blažič |
| Anderson 5                        | Assist     | 5 Williams                        |
| Jankūnas 9                        | Rimbalzi   | 12 Marjanović                     |
| Gintaras Krapikas                 | Allenatori | Dejan Radonjić                    |

#### Quattordicesima giornata
| Arbitri: | Ilija Belošević Dani Hierrezuelo Carlos Cortés |

|                                   |            |                                      |
| Renfroe 10 McLean 10 Radošević 10 | Punti      | 28 Smith 13 Randle 10 Schortsianitīs |
| Renfroe 9                         | Assist     | 6 Pargo                              |
| Redding 8                         | Rimbalzi   | 10 Tyus                              |
| Saša Obradović                    | Allenatori | Guy Goodes                           |

| Arbitri: | Borys Ryžyk Carmelo Paternicò Oļegs Latiševs |

|                                                        |            |                                     |
| Kalinić 14 Marjanović 12 Blažič, Mitrović, Williams 11 | Punti      | 15 Batista 12 Diamantidīs 11 Pappas |
| Williams 7                                             | Assist     | 6 Diamantidīs                       |
| Marjanović 13                                          | Rimbalzi   | 6 Batista, Fōtsīs                   |
| Dejan Radonjić                                         | Allenatori | Duško Ivanović                      |

| Arbitri: | Milivoje Jovčić Spiros Nkontas Joseph Bissang |

|                                        |            |                            |
| Micov 10 Young 8 Arar, Erceg, Gönlüm 8 | Punti      | 20 Tomić 12 Pleiß 9 Oleson |
| Güler 7                                | Assist     | 5 Huertas, Satoranský      |
| Erceg 6                                | Rimbalzi   | 12 Pleiß                   |
| Ergin Ataman                           | Allenatori | Xavi Pascual               |

| Arbitri: | Sreten Radović Petros Papapetrou Erşan Kartal |

|                                  |            |                                   |
| Reyes 17 Rodríguez 16 Carroll 16 | Punti      | 17 Anderson 16 Cherry 14 Gudaitis |
| Llull 8                          | Assist     | 5 Milaknis                        |
| Rivers 9                         | Rimbalzi   | 6 Gudaitis                        |
| Pablo Laso                       | Allenatori | Gintaras Krapikas                 |

## Gruppo F

### Classifica
|    | Squadra         | P.ti | G  | V  | P  | PF   | PS   | DP   |
| -- | --------------- | ---- | -- | -- | -- | ---- | ---- | ---- |
| 1. | CSKA Mosca      | 24   | 14 | 12 | 2  | 1227 | 1114 | +113 |
| 2. | Fenerbahçe      | 22   | 14 | 11 | 3  | 1126 | 1033 | +93  |
| 3. | Olympiakos      | 20   | 14 | 10 | 4  | 1075 | 1007 | +68  |
| 4. | Anadolu Efes    | 12   | 14 | 6  | 8  | 1102 | 1132 | -30  |
| 5. | Saski Baskonia  | 12   | 14 | 6  | 8  | 1155 | 1164 | -9   |
| 6. | Olimpia Milano  | 8    | 14 | 4  | 10 | 1083 | 1193 | -110 |
| 7. | Málaga          | 8    | 14 | 4  | 10 | 1079 | 1140 | -61  |
| 8. | Nižnij Novgorod | 6    | 14 | 3  | 11 | 1121 | 1185 | -64  |

### Risultati

#### Prima giornata
| Arbitri: | Dani Hierrezuelo Miguel Ángel Pérez Pérez Damir Javor |

|                                       |            |                                  |
| Goudelock 19 Bogdanović 16 Bjelica 10 | Punti      | 13 Weems 13 K. Hines 12 Teodosić |
| Zīsīs 6                               | Assist     | 6 Teodosić                       |
| Bjelica 11                            | Rimbalzi   | 10 Voroncevič                    |
| Željko Obradović                      | Allenatori | Dīmītrīs Itoudīs                 |

| Arbitri: | Fernando Rocha Robert Lottermoser Roberto Chiari |

|                                      |            |                                        |
| Begić 16 James 12 Bertāns, Causeur 9 | Punti      | 15 Perperoglou 13 Lasme 9 Osman, Šarić |
| Causeur, San Emeterio 3              | Assist     | 3 Bjelica, Korkmaz, Osman              |
| Shengelia, Begić 7                   | Rimbalzi   | 8 Šarić                                |
| Ibon Navarro                         | Allenatori | Dušan Ivković                          |

| Arbitri: | Luigi Lamonica Rüştü Nuran Serhij Zaščuk |

|                                             |            |                                   |
| Granger 15 Kuzminskas 12 Thomas, Vázquez 11 | Punti      | 18 Hunter 11 Spanoulīs 10 Lojeski |
| Granger, Kuzminskas 3                       | Assist     | 10 Spanoulīs                      |
| Vázquez 10                                  | Rimbalzi   | 7 Hunter                          |
| Joan Plaza                                  | Allenatori | Giannīs Sfairopoulos              |

| Arbitri: | Matej Boltauzer Īlia Koromīlas Benjamín Jiménez |

|                                                    |            |                                        |
| Brooks 18 Gentile 9 Shawn James, Samardo Samuels 8 | Punti      | 19 Rochestie, Thompkins 18 Parachoŭski |
| Hackett 6                                          | Assist     | 8 Rochestie                            |
| Hackett, James 7                                   | Rimbalzi   | 8 Kinsey                               |
| Luca Banchi                                        | Allenatori | Ainārs Bagatskis                       |

#### Seconda giornata
| Arbitri: | Saša Pukl Srđan Dožai Erşan Kartal |

|                                 |            |                                 |
| Weems 22 Teodosić 18 de Colo 17 | Punti      | 19 James 14 Tillie 11 Shengelia |
| de Colo 8                       | Assist     | 6 Causeur                       |
| Weems 8                         | Rimbalzi   | 8 Begić                         |
| Dīmītrīs Itoudīs                | Allenatori | Ibon Navarro                    |

| Arbitri: | Ilija Belošević Eddie Viator Carlos Cortés |

|                                              |            |                               |
| Petway 13 Lafayette 13 Printezīs, Lojeski 12 | Punti      | 12 Gentile 9 Samuels 7 Brooks |
| Sloukas 6                                    | Assist     | 5 Hackett                     |
| Dunston, Lojeski 7                           | Rimbalzi   | 7 Melli                       |
| Giannīs Sfairopoulos                         | Allenatori | Luca Banchi                   |

| Arbitri: | José Ramón García Ortiz Robert Lottermoser Anastasios Pīloidīs |

|                                   |            |                                               |
| Kinsey 16 Antonov 11 Rochestie 10 | Punti      | 23 Goudelock 17 Bogdanović 8 Veselý, Preldžič |
| Chvostov 4                        | Assist     | 3 Preldžič, Savaş                             |
| Antonov 6                         | Rimbalzi   | 10 Bjelica                                    |
| Ainārs Bagatskis                  | Allenatori | Željko Obradović                              |

| Arbitri: | Chrīstos Christodoulou Carmelo Paternicò Piotr Pastusiak |

|                                     |            |                                     |
| Janning 17 Perperoglou 13 Draper 13 | Punti      | 10 Kuzminskas 10 Golubović 9 Thomas |
| Draper 6                            | Assist     | 6 Toolson                           |
| Draper 5                            | Rimbalzi   | 9 Suárez, Vázquez                   |
| Dušan Ivković                       | Allenatori | Joan Plaza                          |

#### Terza giornata
| Arbitri: | José Ramón García Ortiz Nicola Maestre Emilio Pérez Pizarro |

|                                    |            |                                     |
| Perperoglou 17 Šarić 14 Bjelica 12 | Punti      | 22 de Colo 21 Jackson 10 Voroncevič |
| Heurtel 8                          | Assist     | 4 Teodosić                          |
| Perperoglou 7                      | Rimbalzi   | 7 de Colo, Voroncevič               |
| Dušan Ivković                      | Allenatori | Dīmītrīs Itoudīs                    |

| Arbitri: | Borys Ryžyk Fernando Rocha Carlos Peruga |

|                                      |            |                                     |
| Goudelock 23 Veselý 13 Bogdanović 10 | Punti      | 18 Lojeski 16 Spanoulīs 7 Printezīs |
| Zīsīs 4                              | Assist     | 6 Spanoulīs                         |
| Bjelica 6                            | Rimbalzi   | 8 Lojeski                           |
| Željko Obradović                     | Allenatori | Giannīs Sfairopoulos                |

| Arbitri: | Grzegorz Ziemblicki Rüştü Nuran Tomas Jasevičius |

|                                |            |                                          |
| James 14 Shengelia 12 Begić 11 | Punti      | 24 Rochestie 14 Thompkins 12 Parachoŭski |
| Causeur 3                      | Assist     | 5 Rochestie                              |
| Iverson 10                     | Rimbalzi   | 11 Parachoŭski                           |
| Ibon Navarro                   | Allenatori | Ainārs Bagatskis                         |

| Arbitri: | Milivoje Jovčić Panagiōtīs Anastópoulos Milija Vojinović |

|                                  |            |                                |
| Toolson 13 Granger 13 Vázquez 11 | Punti      | 20 Gentile 15 Kleiza 12 Brooks |
| Granger, Suárez 4                | Assist     | 9 Ragland                      |
| Suárez 10                        | Rimbalzi   | 7 Hackett                      |
| Joan Plaza                       | Allenatori | Luca Banchi                    |

#### Quarta giornata
| Arbitri: | Ilija Belošević Jakub Zamojski David Romano |

|                               |            |                                                 |
| de Colo 28 Nichols 13 Kaun 13 | Punti      | 11 Thomas 11 Kuzminskas 10 Vasileiadīs, Vázquez |
| Teodosić 14                   | Assist     | 2 quattro giocatori                             |
| Kaun, Nichols 5               | Rimbalzi   | 7 Green                                         |
| Dīmītrīs Itoudīs              | Allenatori | Joan Plaza                                      |

| Arbitri: | Chrīstos Christodoulou Joseph Bissang Petros Papapetrou |

|                                 |            |                                                  |
| Brooks 24 Gentile 14 Hackett 12 | Punti      | 15 Veselý 14 Bjelica 11 Zīsīs, Bogdanović, Savaş |
| Brooks 3                        | Assist     | 8 Bogdanović                                     |
| Hackett 10                      | Rimbalzi   | 9 Bjelica                                        |
| Luca Banchi                     | Allenatori | Željko Obradović                                 |

| Arbitri: | Juan Carlos García González Paolo Taurino Marcin Kowalski |

|                                          |            |                               |
| Parachoŭski 27 Thompkins 21 Rochestie 19 | Punti      | 15 Bjelica 13 Krstić 13 Lasme |
| Rochestie 14                             | Assist     | 8 Heurtel                     |
| Thompkins 10                             | Rimbalzi   | 6 Šarić                       |
| Ainārs Bagatskis                         | Allenatori | Dušan Ivković                 |

| Arbitri: | Milivoje Jovčić Tolga Sahin Borys Šul'ha |

|                                                     |            |                               |
| Spanoulīs 27 Hunter 14 Dunston, Mantzarīs, Petway 7 | Punti      | 12 Adams 10 Shengelia 8 Begić |
| Spanoulīs 6                                         | Assist     | 5 Adams                       |
| Dunston, Hunter 7                                   | Rimbalzi   | 9 Begić                       |
| Giannīs Sfairopoulos                                | Allenatori | Ibon Navarro                  |

#### Quinta giornata
| Arbitri: | Dani Hierrezuelo Andrej Jeršan Benjamín Jiménez |

|                                      |            |                                     |
| Teodosić 25 Voroncevič 22 Jackson 15 | Punti      | 22 Rochestie 22 Thompkins 19 Kinsey |
| Jackson 6                            | Assist     | 9 Rochestie                         |
| Voroncevič 9                         | Rimbalzi   | 10 Kinsey                           |
| Dīmītrīs Itoudīs                     | Allenatori | Ainārs Bagatskis                    |

| Arbitri: | Sreten Radović Jakub Zamojski Miloš Koljenšić |

|                             |            |                                 |
| Bertāns 19 James 16 Adams15 | Punti      | 18 Samuels 15 Gentile 14 Kleiza |
| Causeur, James 3            | Assist     | 6 Hackett                       |
| Diop 7                      | Rimbalzi   | 8 Kleiza, Samuels               |
| Ibon Navarro                | Allenatori | Luca Banchi                     |

| Arbitri: | Robert Lottermoser Antonio Conde Oļegs Latiševs |

|                              |            |                                     |
| Draper 14 Krstić 13 Lasme 12 | Punti      | 12 Hunter 11 Mantzarīs 11 Lafayette |
| Heurtel 6                    | Assist     | 4 Lafayette                         |
| Lasme 6                      | Rimbalzi   | 8 Hunter                            |
| Dušan Ivković                | Allenatori | Giannīs Sfairopoulos                |

| Arbitri: | Saša Pukl Spiros Nkontas Tomas Jasevičius |

|                                   |            |                                  |
| Stefánsson 13 Vázquez 12 Suarez 9 | Punti      | 20 Goudelock 17 Veselý 14 Bjelca |
| Granger 4                         | Assist     | 4 Zīsīs, Preldžič                |
| Kuzminskas9                       | Rimbalzi   | 13 Bjelca                        |
| Joan Plaza                        | Allenatori | Željko Obradović                 |

#### Sesta giornata
| Arbitri: | Saša Pukl Carmelo Paternicò Milija Vojinović |

|                                   |            |                                 |
| Spanoulīs 19 Lojeski 13 Hunter 12 | Punti      | 20 Teodosić 13 de Colo 12 Hines |
| Lafayette 6                       | Assist     | 4 de Colo, Teodosić             |
| Dunston 11                        | Rimbalzi   | 6 Voroncevič                    |
| Giannīs Sfairopoulos              | Allenatori | Dīmītrīs Itoudīs                |

| Arbitri: | Robert Lottermoser Srđan Dožai Panagiōtīs Anastopoulos |

|                                     |            |                                     |
| Goudelock 19 Bjelica 14 Preldžič 13 | Punti      | 15 San Emeterio 14 James 14 Bertāns |
| Preldžič, Zīsīs 4                   | Assist     | 6 Adams                             |
| Bjelica 15                          | Rimbalzi   | 5 Bertāns, Tillie                   |
| Željko Obradović                    | Allenatori | Ibon Navarro                        |

| Arbitri: | Borys Ryžyk Damir Javor Erşan Kartal |

|                                |            |                                          |
| Granger 29 Green 16 Vázquez 14 | Punti      | 27 Thompkins 24 Rochestie 10 Parachoŭski |
| Granger 5                      | Assist     | 6 Rochestie                              |
| Green, Vázquez 8               | Rimbalzi   | 13 Thompkins                             |
| Joan Plaza                     | Allenatori | Ainārs Bagatskis                         |

| Arbitri: | Dani Hierrezuelo Īlia Koromīlas Serhij Zaščuk |

|                                 |            |                                      |
| Brooks 18 Hackett 18 Samuels 16 | Punti      | 18 Perperoglou 15 Bjelica 10 Heurtel |
| Brooks, Hackett 3               | Assist     | 4 Janning                            |
| Hackett, Samuels 7              | Rimbalzi   | 7 Šarić                              |
| Luca Banchi                     | Allenatori | Dušan Ivković                        |

#### Settima giornata
| Arbitri: | Ilija Belošević Emilio Pérez Pizarro Miloš Koljenšić |

|                                        |            |                                     |
| Parachoŭski 25 Rochestie 18 Antonov 13 | Punti      | 20 Printezīs 13 Spanoulīs 12 Petway |
| Chvostov 6                             | Assist     | 6 Spanoulīs                         |
| Parachoŭski 11                         | Rimbalzi   | 6 Hunter, Petway                    |
| Ainārs Bagatskis                       | Allenatori | Giannīs Sfairopoulos                |

| Arbitri: | Milivoje Jovčić Antonio Conde Oļegs Latiševs |

|                                |            |                                        |
| Teodosić 19 de Colo 18 Weems14 | Punti      | 24 Brooks 18 Ragland 10 Melli, Samuels |
| de Colo 7                      | Assist     | 3 Cerella, Ragland                     |
| Fridzon 9                      | Rimbalzi   | 6 Melli                                |
| Dīmītrīs Itoudīs               | Allenatori | Luca Banchi                            |

| Arbitri: | Borys Ryžyk Jakub Zamojski Benjamín Jiménez |

|                                     |            |                                 |
| Heurtel 17 Draper 13 Perperoglou 11 | Punti      | 14 Bjelica 14 Veselý 11 Hickman |
| Heurtel 5                           | Assist     | 8 Preldžič                      |
| Perperoglou 5                       | Rimbalzi   | 7 Bjelica                       |
| Dušan Ivković                       | Allenatori | Željko Obradović                |

| Arbitri: | Fernando Rocha Matej Boltauzer Īlia Koromīlas |

|                                                |            |                                         |
| Adams 20 Iverson 12 Shengelia, San Emeterio 12 | Punti      | 12 Kuzminskas 11 Vasileiadīs 11 Granger |
| Adams 5                                        | Assist     | 4 Granger, Marković                     |
| quattro giocatori 4                            | Rimbalzi   | 7 Kuzminskas                            |
| Ibon Navarro                                   | Allenatori | Joan Plaza                              |

#### Ottava giornata
| Arbitri: | Chrīstos Christodoulou Marek Ćmikiewicz David Romano |

|                                                         |            |                                 |
| Rochestie 21 Chvostov 13 Baburin, Antonov, Thompkins 10 | Punti      | 36 Samuels 14 Brooks 12 Hackett |
| Rochestie 6                                             | Assist     | 9 Hackett                       |
| Thompkins 9                                             | Rimbalzi   | 9 Samuels                       |
| Ainārs Bagatskis                                        | Allenatori | Luca Banchi                     |

| Arbitri: | Luigi Lamonica Miguel Pérez Pérez Īlia Koromīlas |

|                                 |            |                                      |
| de Colo 18 Teodosić 14 Weems 13 | Punti      | 14 Goudelock 14 Veselý 13 Bogdanović |
| Teodosić, Weems 6               | Assist     | 3 Goudelock, Preldžič                |
| Hines 5                         | Rimbalzi   | 13 Bjelica                           |
| Dīmītrīs Itoudīs                | Allenatori | Željko Obradović                     |

| Arbitri: | Grzegorz Ziemblicki Spiros Nkontas Damir Javor |

|                               |            |                                       |
| Šarić 18 Heurtel 17 Krstić 16 | Punti      | 22 San Emeterio 17 Iverson 14 Bertāns |
| Draper 6                      | Assist     | 3 Adams, Hansbrough                   |
| Krstić 12                     | Rimbalzi   | 11 Iverson                            |
| Dušan Ivković                 | Allenatori | Ibon Navarro                          |

| Arbitri: | Recep Ankaralı Milivoje Jovčić Paolo Taurino |

|                                      |            |                                   |
| Spanoulīs 18 Printezīs 13 Lojeski 12 | Punti      | 13 Granger 9 Vasileiadīs 9 Thomas |
| Spanoulīs 10                         | Assist     | 2 Granger                         |
| Dunston 9                            | Rimbalzi   | 8 Thomas                          |
| Giannīs Sfairopoulos                 | Allenatori | Joan Plaza                        |

#### Nona giornata
| Arbitri: | Matej Boltauzer Paolo Taurino Spiros Nkontas |

|                                |            |                                      |
| Bjelica 16 Hickman13 Veselý 13 | Punti      | 22 Thompkins 13 Rochestie 13 Kuksiks |
| Zīsīs 7                        | Assist     | 6 Mekel                              |
| Bjelica 7                      | Rimbalzi   | 11 Thompkins                         |
| Željko Obradović               | Allenatori | Ainārs Bagatskis                     |

| Arbitri: | Sreten Radović Tolga Sahin Aare Halliko |

|                                    |            |                                   |
| Adams 31 San Emeterio 14 Bertāns 8 | Punti      | 13 Fridzon 11 de Colo 11 Teodosić |
| Causeur 3                          | Assist     | 8 Teodosić                        |
| Causeur 10                         | Rimbalzi   | 13 Voroncevič                     |
| Ibon Navarro                       | Allenatori | Dīmītrīs Itoudīs                  |

| Arbitri: | Robert Lottermoser José Ramón García Ortiz Carlos Peruga |

|                                |            |                                     |
| Gentile 24 Brooks 17 Ragland 9 | Punti      | 14 Hunter 14 Spanoulīs 13 Printezīs |
| Gentile, Ragland 3             | Assist     | 8 Spanoulīs                         |
| Kleiza 7                       | Rimbalzi   | Printezīs                           |
| Luca Banchi                    | Allenatori | Giannīs Sfairopoulos                |

| Arbitri: | Ilija Belošević Roberto Chiari Jurgis Laurinavičius |

|                                       |            |                                        |
| Toolson25 Stefánsson 15 Kuzminskas 13 | Punti      | 23 Heurtel 14 Krstić 10 Korkmaz, Šarić |
| Granger 5                             | Assist     | 5 Heurtel                              |
| Gabriel 9                             | Rimbalzi   | 9 Krstić                               |
| Joan Plaza                            | Allenatori | Dušan Ivković                          |

#### Decima giornata
| Arbitri: | Luigi Lamonica Erşan Kartal Piotr Pastusiak |

|                                    |            |                                                    |
| Thompkins 22 Mekel 20 Rochestie 14 | Punti      | 21 Bertāns 13 Causer 11 Begić, M. James, Shengelia |
| Rochestie 9                        | Assist     | 4 Adams                                            |
| Thompkins 10                       | Rimbalzi   | 11 Iverson                                         |
| Ainārs Bagatskis                   | Allenatori | Ibon Navarro                                       |

| Arbitri: | Fernando Rocha Matej Boltauzer Carlos Peruga |

|                              |            |                                    |
| Teodosić 20 Kaun 16 Weems 13 | Punti      | 14 Perperoglou 14 Draper 13 Krstić |
| Teodosić 9                   | Assist     | 9 Heurtel                          |
| Voroncevič 9                 | Rimbalzi   | 9 Šarić                            |
| Dīmītrīs Itoudīs             | Allenatori | Dušan Ivković                      |

| Arbitri: | Saša Pukl Rüştü Nuran Iōannīs Foufīs |

|                                 |            |                                |
| Gentile 23 Samuels 19 Brooks 17 | Punti      | 22 Green 15 Toolson 14 Granger |
| Hackett 6                       | Assist     | 9 Granger                      |
| Samuels 7                       | Rimbalzi   | 6 Granger                      |
| Luca Banchi                     | Allenatori | Joan Plaza                     |

| Arbitri: | Dani Hierrezuelo Oļegs Latiševs Carlos Cortés |

|                                      |            |                                           |
| Lafayette 14 Dunston 12 Printezīs 11 | Punti      | 24 Goudelock 16 Bjelica 7 Hickman, Veselý |
| Spanoulīs 10                         | Assist     | 4 Zīsīs                                   |
| Dunston 5                            | Rimbalzi   | 9 Bjelica                                 |
| Giannīs Sfairopoulos                 | Allenatori | Željko Obradović                          |

#### Undicesima giornata
| Arbitri: | Saša Pukl Robert Lottermoser Panagiōtīs Anastópoulos |

|                              |            |                                      |
| Bjelica 15 Osman 13 Lasme 13 | Punti      | 22 Parachoŭski 19 Rochestie 13 Mekel |
| Heurtel 9                    | Assist     | 4 Mekel                              |
| Heurtel 7                    | Rimbalzi   | 7 Parachoŭski                        |
| Dušan Ivković                | Allenatori | Ainārs Bagatskis                     |

| Arbitri: | Chrīstos Christodoulou Joseph Bissang Miloš Koljenšić |

|                                    |            |                                |
| Vázquez 14 Kuzminskas 13 Suárez 12 | Punti      | 25 Teodosić 19 de Colo 16 Kaun |
| Marković 10                        | Assist     | 8 Teodosić                     |
| Vázquez 7                          | Rimbalzi   | 6 Nichols                      |
| Joan Plaza                         | Allenatori | Dīmītrīs Itoudīs               |

| Arbitri: | Sreten Radović Antonio Conde Tomas Jasevičius |

|                                    |            |                                        |
| Bogdanović 25 Veselý 14 Bjelica 13 | Punti      | 21 Brooks 19 Gentile 8 Kleiza, Hackett |
| Bjelica 6                          | Assist     | 5 Brooks                               |
| Bjelica, Veselý 9                  | Rimbalzi   | 4 Kleiza, Samuels                      |
| Željko Obradović                   | Allenatori | Luca Banchi                            |

| Arbitri: | Borys Ryžyk Carmelo Paternicò Borys Šul'ha |

|                                |            |                                    |
| James 17 Bertāns 15 Causeur 13 | Punti      | 15 Printezīs 14 Hunter 8 Lafayette |
| Adams, F. Causeur 3            | Assist     | 5 Sloukas                          |
| James 6                        | Rimbalzi   | 7 Printezīs                        |
| Ibon Navarro                   | Allenatori | Giannīs Sfairopoulos               |

#### Dodicesima giornata
| Arbitri: | Robert Lottermoser Marek Ćmikiewicz Petros Papapetrou |

|                                       |            |                                |
| Goudelock 22 Bjelica 15 Bogdanović 11 | Punti      | 14 Toolson 10 Marković 9 Green |
| Zīsīs 5                               | Assist     | 4 Marković                     |
| Bjelica 11                            | Rimbalzi   | 7 Thomas                       |
| Željko Obradović                      | Allenatori | Joan Plaza                     |

| Arbitri: | Eddie Viator Jakub Zamojski Benjamín Jiménez |

|                                         |            |                                   |
| Lafayette 17 Printezīs 15 Papapetrou 12 | Punti      | 23 Perperoglou 12 Krstić 10 Šarić |
| Mantzarīs 7                             | Assist     | 7 Heurtel                         |
| Printezīs 12                            | Rimbalzi   | 10 Šarić                          |
| Giannīs Sfairopoulos                    | Allenatori | Dušan Ivković                     |

| Arbitri: | Milivoje Jovčić Oļegs Latiševs Anastasios Pīloidis |

|                                 |            |                                  |
| Gentile 29 Samuels 17 Brooks 13 | Punti      | 18 Adams 17 Causeur 14 Shengelia |
| Gentile, Hackett 4              | Assist     | 3 San Emeterio                   |
| Gentile, Samuels 7              | Rimbalzi   | 11 Begić                         |
| Luca Banchi                     | Allenatori | Ibon Navarro                     |

| Arbitri: | Juan Carlos García González Rüştü Nuran Carlos Cortés |

|                                     |            |                              |
| Rochestie 21 Kinsey 17 Thompkins 13 | Punti      | 21 Weems 16 Kaun 13 Teodosić |
| Rochestie 6                         | Assist     | 4 de Colo, Jackson, Teodosić |
| Thompkins 9                         | Rimbalzi   | 11 Voroncevič                |
| Ainārs Bagatskis                    | Allenatori | Dīmītrīs Itoudīs             |

#### Tredicesima giornata
| Arbitri: | Spiros Nkontas Jakub Zamojski Īlia Koromīlas |

|                                 |            |                                       |
| Rochestie 14 Mekel 13 Kinsey 12 | Punti      | 18 Kuzminskas 17 Golubović 12 Granger |
| Chvostov, Mekel, Rochestie      | Assist     | 8 Marković                            |
| Thompkins 6                     | Rimbalzi   | 9 Golubović                           |
| Ainārs Bagatskis                | Allenatori | Joan Plaza                            |

| Arbitri: | Fernando Rocha Matej Boltauzer Roberto Chiari |

|                                               |            |                                    |
| M. James 19 Adams 15 Causeur, San Emeterio 15 | Punti      | 17 Bjelica 13 Veselý 11 Bogdanović |
| San Emeterio 5                                | Assist     | 4 Goudelock, Zīsīs                 |
| Iverson 8                                     | Rimbalzi   | 10 Bjelica                         |
| Ibon Navarro                                  | Allenatori | Željko Obradović                   |

| Arbitri: | Saša Pukl Recep Ankaralı Milija Vojinović |

|                              |            |                                    |
| Weems 16 Kaun 16 Teodosić 14 | Punti      | 16 Printezīs 16 Lojeski 12 Sloukas |
| Teodosić 7                   | Assist     | 5 Lafayette                        |
| Kirilenko 9                  | Rimbalzi   | 6 Lojeski                          |
| Dīmītrīs Itoudīs             | Allenatori | Giannīs Sfairopoulos               |

| Arbitri: | Chrīstos Christodoulou Borys Šul'ha Piotr Pastusiak |

|                               |            |                                 |
| Heurtel 26 Krstić 22 Šarić 14 | Punti      | 17 Brooks 17 Gentile 16 Samuels |
| Draper 5                      | Assist     | 8 Hackett                       |
| Osman, Perperoglou 8          | Rimbalzi   | 9 Elegar                        |
| Dušan Ivković                 | Allenatori | Luca Banchi                     |

#### Quattordicesima giornata
| Arbitri: | Luigi Lamonica Īlia Koromīlas Damir Javor |

|                                             |            |                                   |
| Goudelock 24 Bogdanović 17 Savaş, Veselý 10 | Punti      | 12 Batuk 11 Perperoglou 11 Krstić |
| Preldžič 4                                  | Assist     | 8 Heurtel                         |
| Bjelica 11                                  | Rimbalzi   | 7 Krstić, Šarić                   |
| Željko Obradović                            | Allenatori | Dušan Ivković                     |

| Arbitri: | Saša Pukl Tolga Sahin Iōannīs Foufīs |

|                                |            |                                     |
| Toolson 17 Granger 15 Green 11 | Punti      | 21 Causeur 16 San Emeterio 16 Adams |
| Granger 6                      | Assist     | 5 James                             |
| Thomas 5                       | Rimbalzi   | 8 Iverson, San Emeterio             |
| Joan Plaza                     | Allenatori | Ibon Navarro                        |

| Arbitri: | Paolo Taurino Antonio Conde Miloš Koljenšić |

|                                            |            |                                           |
| Lojeski 17 Printezīs 12 Dunston, Lafayette | Punti      | 17 Kuksiks 16 T. Thompkins 14 Parachoŭski |
| Mantzarīs 6                                | Assist     | 7 Mekel                                   |
| Lojeski 8                                  | Rimbalzi   | 6 Parachoŭski                             |
| Giannīs Sfairopoulos                       | Allenatori | Ainārs Bagatskis                          |

| Arbitri: | Miguel Pérez Pérez Srđan Dožai Benjamín Jiménez |

|                                 |            |                                    |
| Samuels 18 Gentile 15 Brooks 13 | Punti      | 19 Kaun 14 Voroncevič 14 Kirilenko |
| Hackett 4                       | Assist     | 8 Teodosić                         |
| Gentile, Samuels 6              | Rimbalzi   | 8 Kaun                             |
| Luca Banchi                     | Allenatori | Dīmītrīs Itoudīs                   |